# Сейкерброд
Сейкерброд («цукровий хліб»; фриз. sûkerbôle, фр. craquelin) це дріжджовий хліб. Це фризька розкішна версія білого хліба з великими шматками цукру, змішаними з тістом. Він містить значну кількість цукру, який традиційно додають у вигляді крупки, хоча іноді використовують шматки цукру. Хоча його їдять у Нідерландах і Бельгії, він особливо асоціюється з Фрисландією. Сейкерброд зазвичай ароматизований корицею та іноді імбиром. Традиційно сейкерброд дарують батькам після народження малюка.